# Cá ngừ chù
Cá ngừ chù hay Cá ngừ dẹt (danh pháp hai phần: Auxis thazard) là một phân loài cá ngừ đại dương thuộc Họ Cá thu ngừ, sinh sống ở các vùng biển nhiệt đới của các đại dương.

## Phân loài
- Auxis thazard brachydorax (Collette & Aadland, 1996)
- Auxis thazard thazard (Lacepède, 1800)

## Hình ảnh

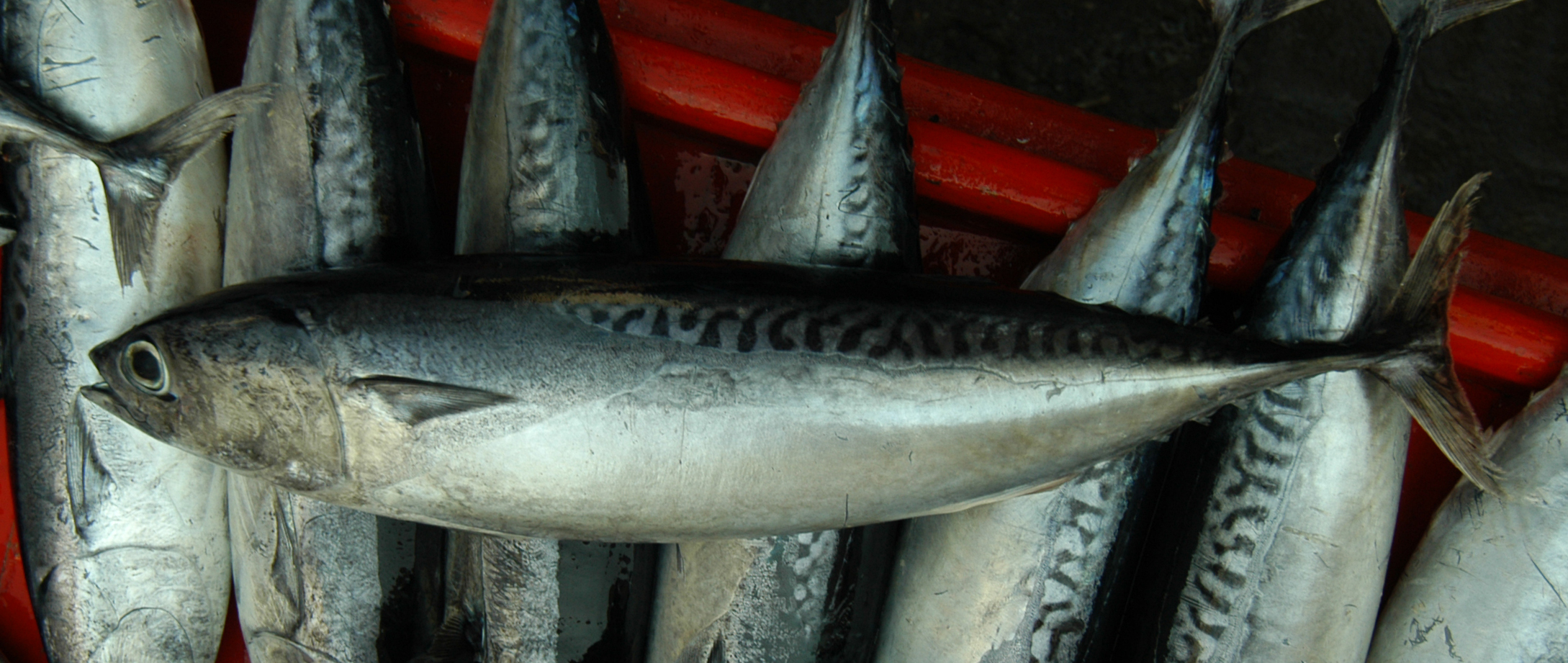
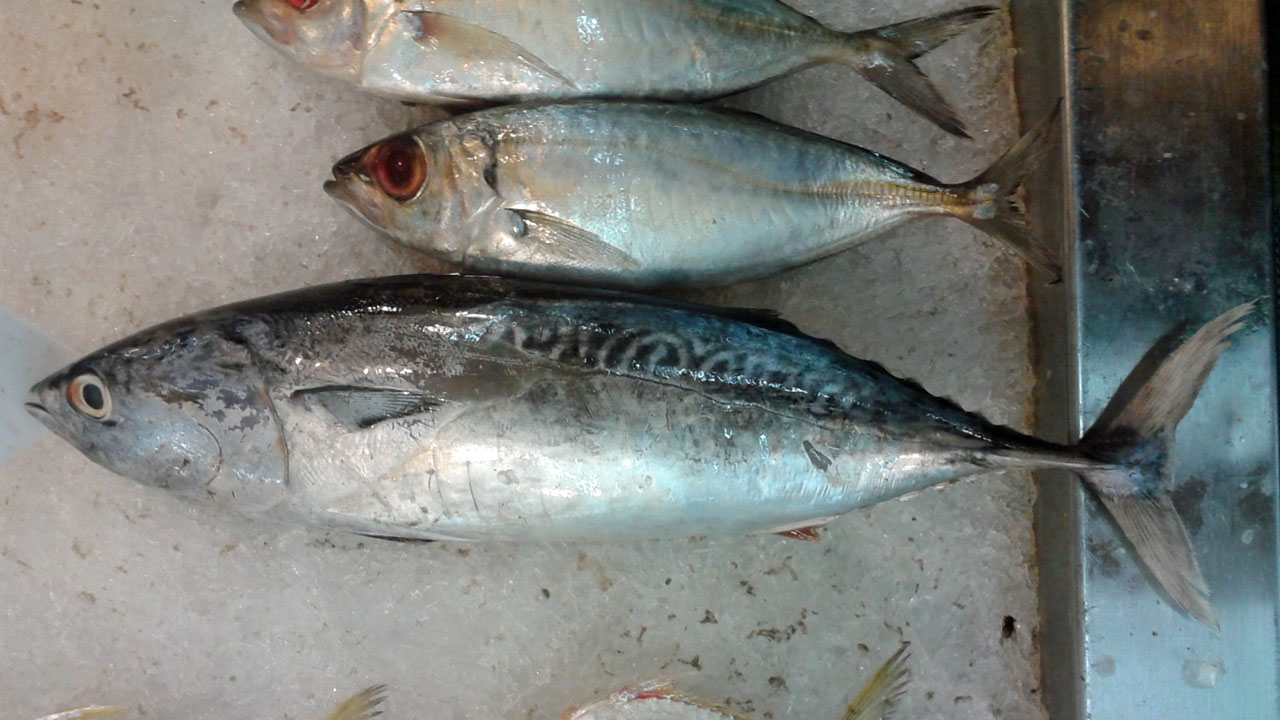
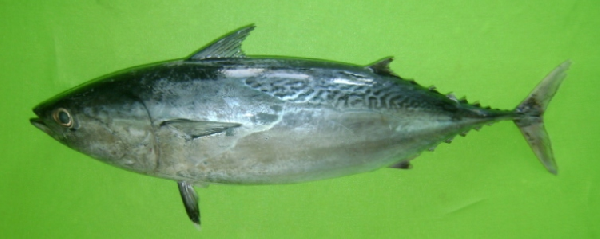
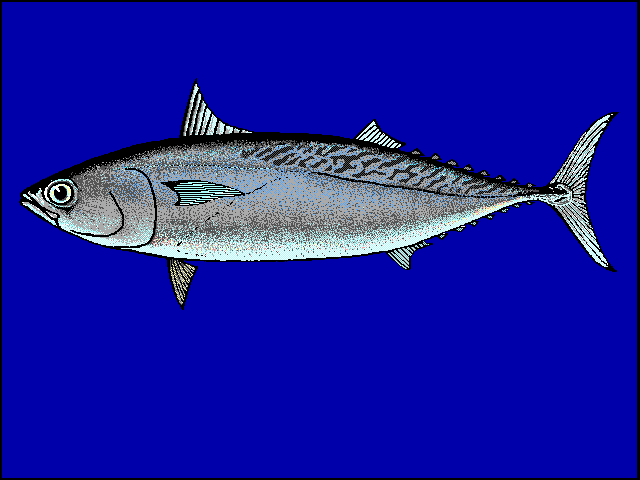